# Mirone di Tebe
Mirone di Tebe (Tebe, III secolo a.C. – III secolo a.C.) è stato uno scultore greco antico.

## Biografia

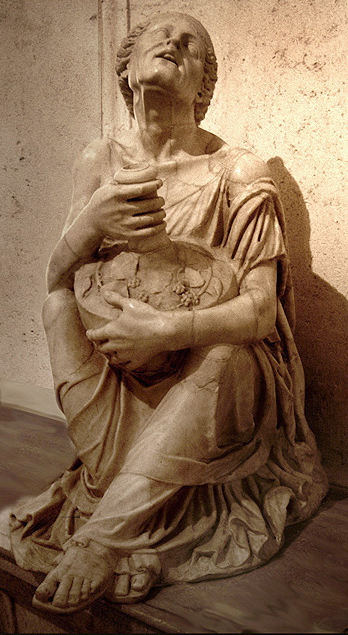
La Vecchia ubriaca, Musei Capitolini

Mirone di Tebe fu uno scultore attivo intorno alla metà del III secolo a.C. alla corte di Pergamo, dove fu rintracciata la sua firma nel Tempio di Atena Poliàs, assieme a quelle di Isigono, Genocrate e di altri scultori che realizzarono le statue in bronzo per commemorare le vittorie degli Attalidi sui Galati.
Plinio il Vecchio (Naturalis historia, XXXVI, 32) attribuisce la statua della Vecchia ubriaca al Mirone più celebre, di Eleutère, attivo tra il 480 e il 440 a.C., ma la statua, in marmo, ch'era a Smirne, conosciuta anche grazie alle copie della Gliptoteca di Monaco di Baviera e dei Musei Capitolini, è sicuramente stata realizzata nel III secolo a.C.
Il soggetto è aderente alla mentalità realistica ellenistica, in particolare a quella alessandrina, nella quale prevale il gusto per la rappresentazione della vita reale di tutti i giorni, anche degradata, tendente al particolare e non all'universale, anche arrivando al grottesco: la figura di anziana, seduta al suolo, tiene in grembo spasmodicamente la lagena, recipiente usato per il vino, cinta di edera, e gli storici dell'arte attribuiscono l'opera a Mirone di Tebe, anche se ci furono molti omonimi tra i discendenti del più antico e più famoso Mirone, di Eleutère.
La statua di Smirne ebbe molto successo, perché fu copiata anche per bottiglie di terracotta.
Tra le altre attribuzioni riguardanti Mirone di Tebe, menzioniamo il Guerriero di Delo, la statua del pugile vincitore olimpico Filippo di Pellene, quella di Ladas da Aigai, corridore ad Argo, e lo Pseudo-Seneca.

## Opere
- Vittorie degli Attalidi sui Galati, santuario di Atena Poliade, a Pergamo;
- Guerriero di Delo, Museo Nazionale di Atene;
- Filippo di Pellene, campione olimpico;
- Ladas da Aigai, corridore ad Argo;
- Pseudo-Seneca.